# الدوري الفنزويلي الممتاز 2007–08
الدوري الفنزويلي الممتاز 2007–08 هو موسم من الدوري الفنزويلي الممتاز. فاز فيه ديبورتيفو تاشيرا.